# Надзвичайно великий телескоп
Надзвичайно великий телескоп (англ. Extremely Large Telescope, ELT, до червня 2017 р. називався Європейським надзвичайно великим телескопом, E-ELT) — оптичний телескоп-рефлектор із діаметром головного дзеркала 39 метрів, що будується в високогірній пустелі Атакама Чилі. Будівництво розпочалося 2014 року.

## Опис
Ескізний проєкт ELT було завершено 2006 року. У подальшому проєкт перебував у фазі детальної розробки. Під час цієї фази  будувалися прототипи для критичних компонентів, укладалися контракти з промисловістю та науковими інститутами вартістю більше 60 мільйонів євро. Більш, ніж 30 європейських наукових інститутів та високотехнологічних компаній вивчали технологічні аспекти великих телескопів у рамках Програм ЄС 6 та 7, частково фінансованих Європейською комісією. Десять підпроєктів з вивчення інструментальних систем та систем адаптивної оптики було завершено протягом цієї фази, що дозволило скласти деталізований план для першого десятиріччя будівництва телескопа[джерело?].
ELT увібрав у себе багато інноваційних розробок, що надає багато можливостей для подальшого розвитку технологій для європейської індустрії за рахунок контрактів, що спонукатимуть до пошуку нових технологічних рішень. Будівництво ELT отримало широку підтримку в наукових колах Європи, а консорціум Astronet надав йому найвищий пріоритет серед наземних телескопів[відсутнє в джерелі].
На сьогоднішній день Європа перебуває в авангарді сучасної астрономії[ненейтрально], зокрема завдяки можливостей науки і технологій, передовому астрономічному обладнанню, що використовує Європейська південна обсерваторія (ESO), міжнародному співробітництву та міждержавній науково-технологічній організації в галузі астрономії. Основне завдання полягає в консолідації зусиль, щоб утримати цю позицію на майбутнє. Цю мету передбачено досягти за допомогою наземного телескопа нової концепції, а саме ELT[відсутнє в джерелі].
ELT буде орієнтовано на вивчення невирішених проблем сучасної астрономії.

## Вибір місця розташування
Надзвичайно великий телескоп потребує винятково зручного для астрономічних спостережень розташування. Найбільшу увагу звертали на гірські райони із сухим кліматом, щоб запобігти хмарності та надмірній вологості під час спостережень. Комітет із вибору місця розташування ELT детально дослідив кілька можливих місць в Аргентині, Чилі, Марокко та Іспанії. Подібні дослідження вже провадилися командою 30-метрового телескопа (англ. Thirty-Meter Telescope — TMT). Задля ефективності досліджень усі дані щодо місць із найкращим астрокліматом у Південній та Північній Америках, отримані командою TMT, було надано команді ELT.
2-3 березня 2010 року комітет із вибору місця розташування ELT звітував перед радою ESO[джерело?]. Було підтверджено, що всі місця з остаточного переліку (Armazones, Ventarrones, Tolonchar та Vizcachas у Чилі та іспанський острів Ла Пальма, що входить до архіпелагу Канарських островів) досліджені, вони мають добрі умови для астрономічних спостережень і кожне з них має свої особливі переваги. У технічному звіті зазначено[джерело?], що Сьєрра-Армазоне, розташована неподалік від обсерваторії Паранал у Чилі, є найпривабливішим місцем, оскільки має найкращий баланс якості неба з усіх поглядів та надає можливість використовувати ELT разом із іншими телескопами обсерваторії Паранал, що вже працюють.
26 квітня 2010 року конгрес ESO вибрав місцем розташування ELT гору Сьєрра-Армазоне (англ. Cerro Armazones) у Чилі. 
Це гора висотою 3060 метрів у центральній частині чилійського плато Атакама, за 130 кілометрів на південь від міста Антофагасти та за 20 кілометрів від Сьєрра-Паранал (англ. Cerro Paranal) — домівки Дуже великого телескопа.
Проєкт затвердили 2012 року.

## Конструкція
Телескоп буде оснащений п'ятьма сегментними дзеркалами інноваційного дизайну з передовою адаптивною оптикою для корекції турбулентності атмосфери, що даватиме високу якість зображення. Головне дзеркало складатиметься приблизно з 800 гексагональних частин, діаметром 1,4 метра кожна. Передбачається, що ELT збиратиме у 15 разів більше світла, ніж Великий телескоп Канарських островів. Діаметр головного дзеркала становитиме 39 метрів. За даними Європейської південної обсерваторії (ESO), яка фінансує проєкт, площа обертового купола телескопа становитиме близько 86 метрів у діаметрі, а загальна маса конструкції складе п'ять тисяч тонн, з них три тисячі – рухома частина.

## Будівництво

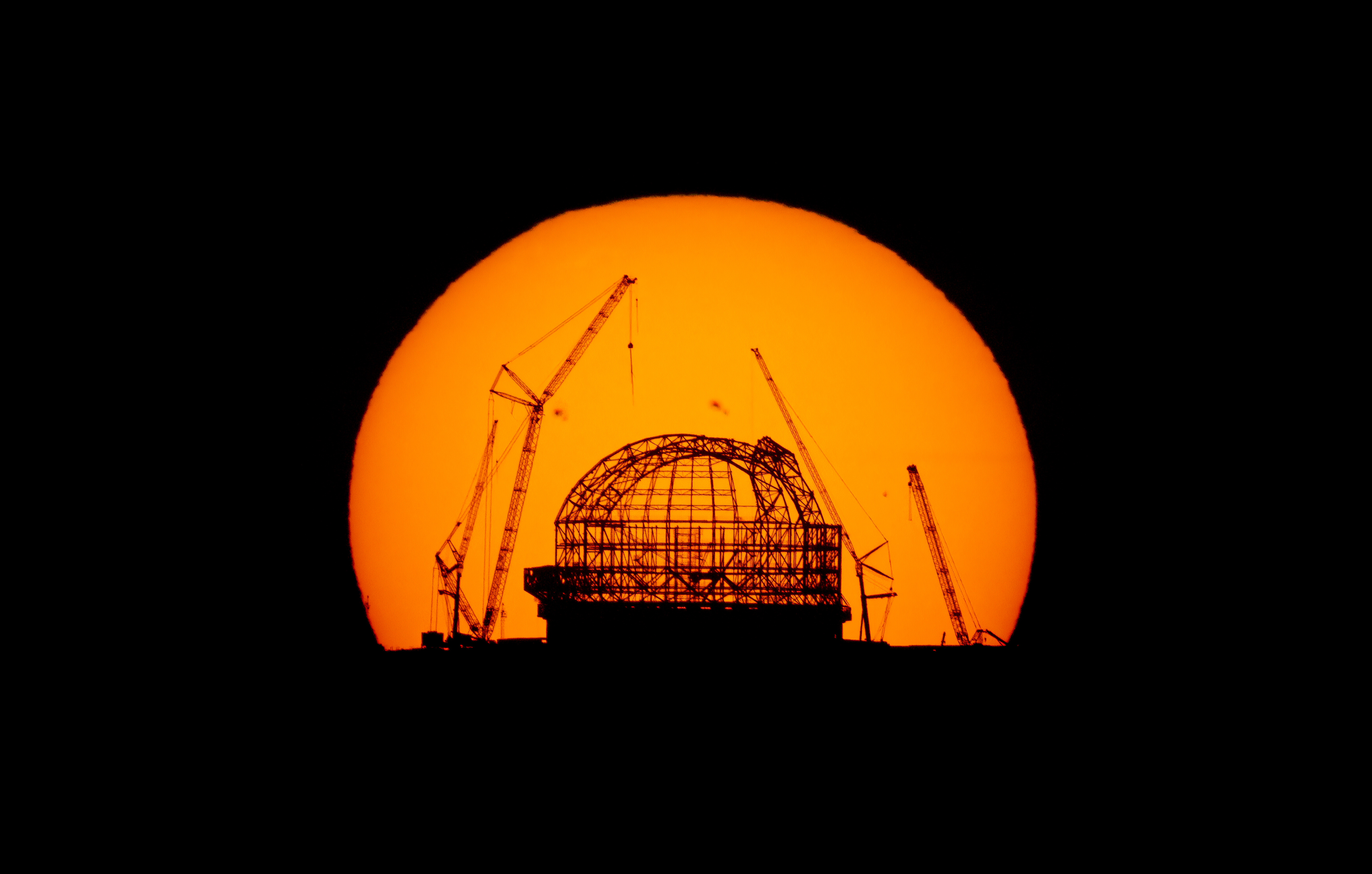
Спорудження конструкції купола (фото на тлі Місяця).
E. Garcés/ESO. Ack.: N. Dubost (29 серпня 2023 року).

Дозвіл на початок будівництва було надано 2014 року.
За початковим планом телескоп мав розпочати спостереження 2024 року. 
Земляні роботи на горі почали 2014 року. Перший камінь у фундамент урочисто заклали 26 травня 2017 року. На той час вартість спорудження оцінювалася приблизно в €1 млрд.
Через технічні труднощі, характерні для таких складних проєктів, та через епідемію ковіду, строки значно зсунулися. Станом на липень 2023 року роботи з будівництва телескопа було завершено на 50 %, перші спостереження планували на 2028 рік. 